# معركة الطعام

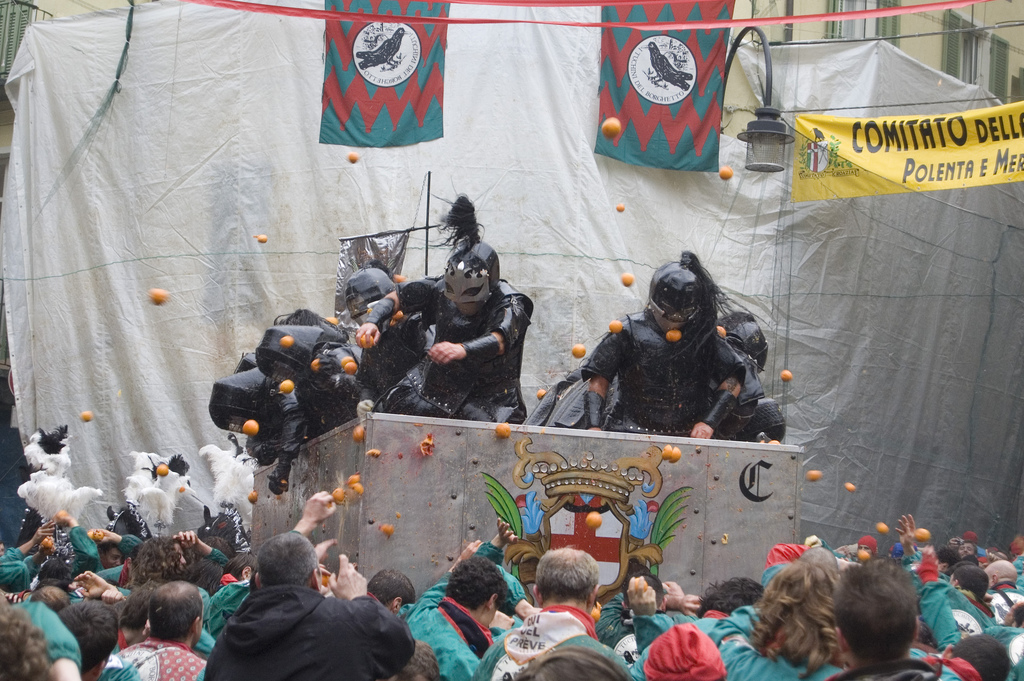

معركة الطعام أو قتال الطعام هو شكل من أشكال السلوك الجماعي الفوضوي، حيث يتم رمي الطعام على الآخرين بطريقة المقذوفات. هذه المقذوفات لا تصنع ولا تقصد إلحاق الأذى بالآخرين، بل لإشعال معركة مملوءة بإلقاء طعام بشكل تلقائي.
قد تكون المعارك الغذائية أمثلة مرتجلة على التمرد أو العنف؛ ومع ذلك، يمكن أيضا أن تكون الأحداث المخطط لها. في معارك الغذاء المنظم، عادة ما تكون «الأسلحة» الغذائية من نوع واحد، أو من مجموعة محدودة. والمعركة الغذائية تبدأ عندما يتوافر الطعام.
على الرغم من ارتباطها عادةً ببيئات الأحداث مثل المدارس ، إلا أن معارك الطعام لها تاريخ طويل في جميع أنحاء العالم كشكل من أشكال الترفيه العام أو التسلية. كان تقليد شعبيًا منذ أوائل العصور الوسطى في أوروبا خلال المهرجانات الموسمية، لا سيما في فصل الصيف. على سبيل المثال، لا تزال «لا توماتينا» الإسبانية تُعقد بانتظام في شهر أغسطس من كل عام في بلدة «بونول» في فالنسيا، حيث يرمي المشاركون بعضهم بعضًا بالطماطم، كما هو الحال في معركة البرتقال التي تقام في مدينة إيفريا الإيطالية، كما يوحي الاسم، يتم استخدام البرتقال بدلا من ذلك. تحدث معارك غذائية في الاجتماعات التشريعية (اليوان) في تايوان.
كما أصبحت معارك الطعام عنصرًا مشتركًا في الكوميديا، مثل مشهد الفطيرة على الوجه وهو مشهد معروف بشكل خاص. غالباً ما يتم عرض معارك الطعام في تلفزيون وكتب الأطفال، وعادةً ما تكون مثالًا على السلوك الطفولي أو المدمر أو المتهور.